# Maryse Condé
Maryse Condé (nhũ danh Boucolon; 11 tháng 2 năm 1934  –  2 tháng 4 năm 2024) là một tác giả tiểu thuyết lịch sử (Guadeloupean) của Pháp, nổi tiếng với tiểu thuyết Segu (1984 Chuyện85).  Ngoài ra, bà là một học giả về văn học Pháp ngữ và Giáo sư Emerita của Pháp tại Đại học Columbia.
Tiểu thuyết của bà, được viết bằng tiếng Pháp, đã được dịch sang tiếng Anh và các ngôn ngữ khác. Bà đã giành được giải thưởng Grand Prix littéraire de la Femme (1986), Prix de Sgcadémie francaise (1988) và Giải thưởng Học viện mới về Văn học(2018) cho các tác phẩm của bà.

## Cuộc sống
Sinh ra là Maryse Boucolon tại Pointe-à-Pitre, Guadeloupe, bà là con út trong tám người con. Sau khi tốt nghiệp trung học, bà theo học Lycée Fénelon và Sorbonne ở Paris, nơi bà học chuyên ngành tiếng Anh.
Năm 1959, bà kết hôn với Mamadou Condé, một diễn viên người Guinea. Cuối cùng họ đã có bốn đứa con với nhau.
Sau khi tốt nghiệp, bà dạy học ở Guinea, Ghana (từ nơi bà bị trục xuất vào những năm 1960 vì chính trị) và Senegal. Bà trở về Paris, và năm 1975 hoàn thành bằng tiến sĩ về văn học Caribbean tại Sorbonne.
Năm 1981, bà và Condé ly dị, đã ly thân từ lâu. Năm sau, bà kết hôn với Richard Philcox, dịch giả tiếng Anh của hầu hết các tiểu thuyết của bà.
Năm 1985, Condé đã được trao học bổng Fulbright để giảng dạy tại Hoa Kỳ. Bà trở thành giáo sư văn học Pháp và Pháp ngữ tại Đại học Columbia ở thành phố New York. Ngoài văn bản sáng tạo của mình, Condé đã có một sự nghiệp học tập nổi bật. Năm 2004, bà nghỉ hưu từ Đại học Columbia với tư cách là Giáo sư Emerita của Pháp. Bà cũng đã giảng dạy tại Đại học California, Berkeley; UCLA, Sorbonne, Đại học Virginia và Đại học Nanterre. Bà và chồng chia thời gian giữa thành phố New York và Guadeloupe.

## Ý nghĩa văn học
Tiểu thuyết của Condé khám phá các vấn đề về chủng tộc, giới tính và văn hóa ở nhiều thời đại và địa phương lịch sử, bao gồm các thử nghiệm phù thủy Salem trong I, Tituba: Black Witch of Salem (1986); Đế quốc Bambara của thế kỷ 19 ở Segu (1980); và tòa nhà thế kỷ 20 của Kênh đào Panama và ảnh hưởng của nó trong việc gia tăng tầng lớp trung lưu Tây Ấn trong The Tree of Life (1992). Tiểu thuyết của bà theo dõi mối quan hệ giữa các dân tộc châu Phi và cộng đồng người di cư, đặc biệt là vùng biển Caribbean.
Bà đã giữ khoảng cách đáng kể với hầu hết các phong trào văn học Caribbean, như Negritude và Creolité, và thường tập trung vào các chủ đề với mối quan tâm chính trị và nữ quyền mạnh mẽ. Một nhà hoạt động cấp tiến trong công việc cũng như trong cuộc sống cá nhân của mình, Condé đã thừa nhận: "Tôi không thể viết bất cứ điều gì... trừ khi nó có một ý nghĩa chính trị nhất định. Tôi không có gì khác để cung cấp mà vẫn quan trọng."
Những tác phẩm cuối của bà ngày càng trở nên tự truyện, như Memories of My Childhood (1998) và Victoire (2010), tiểu sử về bà ngoại của bà. Who Slashing Celanire's Th họng (2004) cho thấy dấu vết của bà cố của Condé.
Nhưng cuốn tiểu thuyết Windward Heights (2008) của bà là bản dựng lại của Wuthering Heights của Emily Brontë , mà bà đã đọc lần đầu tiên ở tuổi 14. Bà từ lâu đã muốn tạo ra một tác phẩm xung quanh nó, như một hành động "tôn kính". Cuốn tiểu thuyết của bà lấy bối cảnh ở Guadeloupe, và chủng tộc và văn hóa được đề cao như những vấn đề gây chia rẽ con người.  Suy nghĩ về cách bà ấy rút ra từ nền tảng Caribbean của mình khi viết cuốn sách này, bà nói:
Trong số các vở kịch của bà là: An rev revyyon, xuất bản năm 1991, lần đầu tiên được trình diễn tại Guadeloupe năm 1989; Comedie Keyboardmour, lần đầu tiên được biểu diễn tại Guadeloupe vào năm 1993; Dieu nous l'a donné, xuất bản năm 1972, lần đầu tiên được trình diễn tại Paris năm 1973; La mort d'Olluemiemijumako, xuất bản năm 1973, lần đầu tiên được trình diễn vào năm 1974 tại Gabon; Le morne de Massabielle, phiên bản đầu tiên được dàn dựng vào năm 1974 tại Puteaux (Pháp), sau đó được dàn dựng bằng tiếng Anh ở New York với tên The Hills of Massabielle (1991); Pension les Alizes, xuất bản năm 1988, lần đầu tiên được tổ chức tại Guadeloupe và sau đó được dàn dựng ở New York với tên là Khách sạn Nhiệt đới (1995); Les sept Journeyages de Ti Noel (được viết với sự hợp tác của Jose Jernidier), lần đầu tiên được trình diễn tại Guadeloupe vào năm 1987.

## Danh dự
Bà đã giành được giải thưởng Le Grand Prix Litteraire de la Femme (1986) và Le Prix de Sgcadémie Francaise (1988) cho các tác phẩm của mình.  Bà đã giành giải thưởng mới về văn học năm 2018.